# Chesias taurica
Chesias taurica là một loài bướm đêm trong họ Geometridae.